# Heizkraftwerk Märkisches Viertel
Das Heizkraftwerk Märkisches Viertel ist ein Heizkraftwerk nach dem Prinzip der Kraft-Wärme-Kopplung im Berliner Ortsteil Wittenau. Das Kraftwerk versorgt in erster Linie den nahegelegenen Ortsteil Märkisches Viertel.
Das Biomasse-Heizkraftwerk an der Wallenroder Straße 2 wurde mittelbar durch den schwedischen Vattenfall-Konzern in der denkmalgeschützten Gebäudehülle des 1967 fertiggestellten ehemaligen Fernheizwerks Märkisches Viertel errichtet und im Juni 2014 in Betrieb genommen. Es ist in das Berliner Fernwärmenetz eingebunden und versorgt rund 30.000 Haushalte, die überwiegend zu den Beständen der kommunalen Wohnungsgesellschaft Gesobau gehören. Im Mai 2024 wurde das Betreiberunternehmen rekommunalisiert und firmiert seither als BEW Berliner Energie und Wärme GmbH.
Das Gebäude des ehemaligen Heizwerks, der Schornstein, die Gleisanlage und das Reglerhaus stehen als Baudenkmal unter Denkmalschutz. Das alte Fernheizwerk wurde nach einem Entwurf des Architekten Fridtjof Schliephacke ab 1966 von der Steinkohle Elektrizität-AG für die Wärmeversorgung der ab 1963 errichteten Großraumsiedlung Märkisches Viertel erbaut. Die Fertigstellung des erstens Abschnitts und die Inbetriebnahme erfolgten 1967; bis 1972 war der Bau aller Abschnitte erfolgt. Zunächst war Steinkohle der Energieträger des Heizwerks, ab 1995 bivalent Heizöl und Erdgas.
Das 2014 in Betrieb genommene Biomasse-Heizkraftwerks nach dem Prinzip der Kraft-Wärme-Kopplung liefert neben Fernwärme auch elektrischen Strom. Es werden jährlich rund 70.000 Tonnen Holzhackschnitzel aus Waldrestholz und naturbelassenem Holz anderer Herkunftsbereiche verfeuert. Ergänzend produzieren am Standort Wallenroder Straße zwei Heißwassererzeuger Fernwärme aus Erdgas.